# John Cullerton
John J. Cullerton, né le 28 octobre 1948 à Chicago, est un homme politique américain, membre du parti démocrate et président du Sénat de l'Illinois de 2009 à 2020.